# Аналогни синтисајзер
Аналогни синтесајзер је синтесајзер који користи технике аналогног рачунара и аналогног струјног кола да би електронски произвео звук, дакле без дигиталне технике.
Уобичајена компонента струјног кола код аналогних синтесајзера је операциони појачавач. Многи аналогни синтесајзери садрже више њих. Још једна уобичајена компонента је потенциометар, који се користи за подешавање карактеристика звука који се производи.